# 210174 Vossenkuhl
210174 Vossenkuhl este un asteroid din centura principală de asteroizi.

## Descriere
210174 Vossenkuhl este un asteroid din centura principală de asteroizi. A fost descoperit pe 16 octombrie 2006 la Wildberg de Rolf Apitzsch. Asteroidul prezintă o orbită caracterizată de o semiaxă mare de 2,62 ua, o excentricitate de 0,15 și o înclinație de 13,1° în raport cu ecliptica.